# Parti démocratique ukrainien
Le Parti démocratique ukrainien (UDP) est un parti politique ukrainien de tendance démocrate et libérale, fondé en 1904, qui remplaça l'Organisation générale démocratique ukrainienne des sans-Parti (1897-1904).
Ce parti adopta dans son programme, entre autres, le renversement de l'absolutisme tsariste, son remplacement par une fédération démocratique constitutionnelle, l'autonomie ukrainienne et l'utilisation officielle en son sein de la langue ukrainienne, que ce soit dans les écoles, les cours de justice ou les institutions publiques, le transfert de la propriété d'entreprises industrielles aux ouvriers et des pensions pour les handicapés.
Au début de l'année 1905 une aile gauche, menée par Borys Hrintchenko, quitta le Parti et fonda le Parti radical ukrainien (de Kiev). Les deux partis rivalisèrent pour finalement fusionner en décembre 1905 sous le nom de Parti radical démocratique ukrainien.